# Возношение
Возношение (др.-евр. תרומה‬, евр. «терума», также «трума») — библейский (ветхозаветный) и талмудический термин, означающий:
- 1) дар, принесённый израильтянами в пустыне для сооружения Скинии завета (описывается в «Труме», недельной главе Пятикнижия);
- 2) дары из продуктов земли в пользу иудейских священников.[1]

Священникам принадлежали двоякого рода возношения :
- обыкновенное, «терума», или «терума гедола», которое израильтяне обязаны были давать священникам от продуктов своих полей (Чис. 18:8 и след.; Втор. 12:4);
- «терума маасер[англ.]», то есть десятина (евр. «маасер»), которую левиты уделяли священникам из своей десятины (Чис. 18:26).[1]

Трактат «Терумот» подробно разбирает законы об этих двух родах возношений.

## Термин
Слово «терума» происходит от слова רום‬ — «поднимать», то есть для известной цели выделять нечто из большого количества; слово с течением времени приобрело характер технического термина для обозначения обязательного или добровольного дара в пользу святыни и приставленных к ней людей.

## В Библии
Добровольные дары возношения, принесённые народом для Скинии завета после исхода из Египта, состояли из драгоценных металлов и разных материалов, употреблённых на устройство Скинии и всей её утвари (Исх. 25:2, 3; 35:5; 36:3, 6).
Дары персидского двора, привезённые Ездрой в Иерусалим, названы им также дарами возношения (Езд. 8:25); такой же характер был придан дарам царя Хизкии и его вельмож; дары состояли из тельцов и других жертвенных животных (2Пар. 30:24; 35:7—9).
Равным образом и часть добычи, захваченная израильтянами в войне с мидианитами и распределённая между священниками и левитами, называлась возношением (Чис. 30:1 и сл.).

### Виды возношений
Обязательные дары возношения разделялись на следующие пять видов:
- 1) дар возношения полусикловый (Исх. 30:13; 26); он взимался со всех израильтян мужского пола, достигших совершеннолетия; y Нехемии (Нех. 10:32, 33) он уменьшен до 1/3 сикла. Это разногласие повело к возникновению теории, будто цитата Исх. 30:13, явилась позднейшим добавлением к Священническому кодексу;
- 2) «халла[англ.]» (s:ЕЭБЕ/Халла) — возношение лепёшки из теста, предписанное к исполнению на том же основании, как и возношение с гумна (Чис. 15:19—21; Нех. 10:38);
- 3) от каждого мирного жертвоприношения (евр. «шламим»); грудина, правое бедро и одна из 10 хлебных лепёшек отделялись в виде возношения тому священнику, который совершал обряд жертвоприношения (Лев. 7:14); такие же возношения шли и при жертвоприношении назорея (Чис. 6:19, 20);
- 4) возношение в пользу священников (תרומת כהנים‬); оно состояло из полевых, оливковых и виноградных плодов и вообще земледельческих продуктов, предназначенных в пользование священнику; их могли есть только священники и их домочадцы, ничем не осквернённые (Чис. 18:11—13; Втор. 18:4);
- 5) возношение десятины («терума маасер[англ.]»); десятую часть десятины, которую получали левиты в своё пользование, они должны были отдавать священникам (Чис. 18:26). Ввиду того, что во Второзаконии об этом не упоминается, иудейская критическая школа полагала, что в последнем случае не делалось различия между священниками и левитами.[1]